# تاداناری لی
تاداناری لی (به انگلیسی: Tadanari Lee) بازیکن فوتبال اهل ژاپن و عضو تیم ملی فوتبال ژاپن است که در تاریخ ۰۹ ژانویه ۲۰۱۱ میلادی اولین بازی ملی‌اش را انجام داد. او در ۱۱ بازی ملی حضور داشت و آخرین بازی ملی خود را در تاریخ ۲۹ فوریه ۲۰۱۲ میلادی انجام داد. تاداناری لی در بازی‌های ملی‌اش
۲ گل به ثمر رساند.